# Hauerseter Station
Hauerseter Station (Hauerseter stasjon) er en jernbanestation på Hovedbanen, der ligger i Ullensaker kommune i Norge. Stationen ligger 217,4 meter over havet, 49,62 km fra Oslo S. Den består af fire spor med to perroner, en stationsbygning i gulmalet træ og en parkeringsplads. Stationen ligger tæt på kasernen Hauerseter leir.
Stationen åbnede som holdeplads 1. oktober 1894. Oprindeligt hed den Hauersæter, men den skiftede navn til Hauerseter i 1921. Den blev opgraderet til station 1. april 1900. Den blev fjernstyret 7. februar 1965 og er nu ubemandet.
Stationsbygningen blev opført i 1894 men er blevet ombygget noget siden. Detaljerne på pakhuset er også ændret. Tidligere stod der også en kommandopost ved stationen, og lige ved stationen lå der et savværk.
Fra 1941 til 2004 var stationen udgangspunkt for Hauerseter-Gardermobanen, der betjente forskellige industrier og den militære flyveplads i Gardermoen. Banen blev nedlagt, da Oslo Lufthavn, Gardermoen blev anlagt. Derudover er der flere nedlagte sidespor i Hauerseter-området.